# Aviron Bayona
Aviron Bayonnais Football Club, abreviado Aviron Bayonnais FC es un club de fútbol francés, fundado en 1935, sección de club de fútbol de Aviron Bayonnais creado en 1904 con sede en Bayona y juega en el Championnat National 2, la cuarta categoría del fútbol francés. Su estadio es el Didier Deschamps, nombre en homenaje al exjugador y campeón del mundo con Francia Didier Deschamps. El equipo es entrenado por Alain Pochat, tiene dos títulos de campeón de la división de honor Aquitaine (1979 y 2002), un título de campeón de Championnat de France Amateurs 2 (2003) y otros dos títulos de campeón de la Championnat de France Amateurs (2004 y 2008).
En la Copa de Francia de 2004 el equipo llegó a la primera ronda por primera vez siendo derrotado por el Paris Saint Germain

## Historia
El club polideportivo tuvo que esperar 29 años para tener su equipo de fútbol, cuatro hombres dieron origen al club Aviron Bayonnais (todos ellos integrandes del equipo de rugby XV) : Georges Darhan, Owen Roe, Georges Page y Roger Dargein.
Tras los horrores de la guerra y la fusión que hizo en 1946 para formar la EEB, el equipo de fútbol Aviron vuelve a sus actividades en 1952. El club crece en la División de honor de 1970 a 1979 y, a continuación, accede a campeonato nacional (D4) en 1979.

## Jugadores

### Jugadores destacados
- Didier Deschamps
- Kevin Rodrigues
- Aymeric Laporte
- Stéphane Ruffier